# Pfarrkirche Hochwolkersdorf

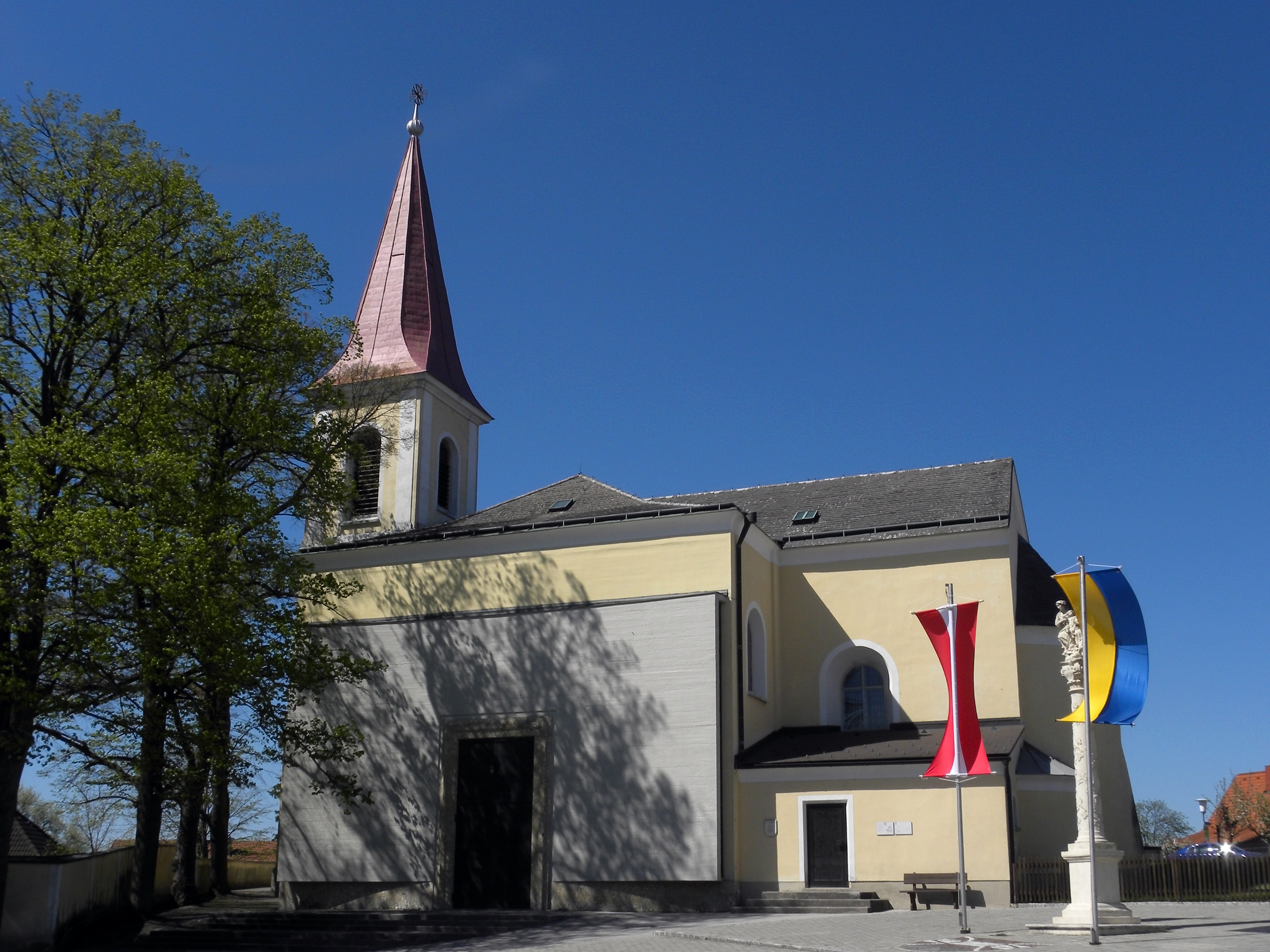
Südliche Eingangsfront der Pfarrkirche hl. Laurentius in Hochwolkersdorf

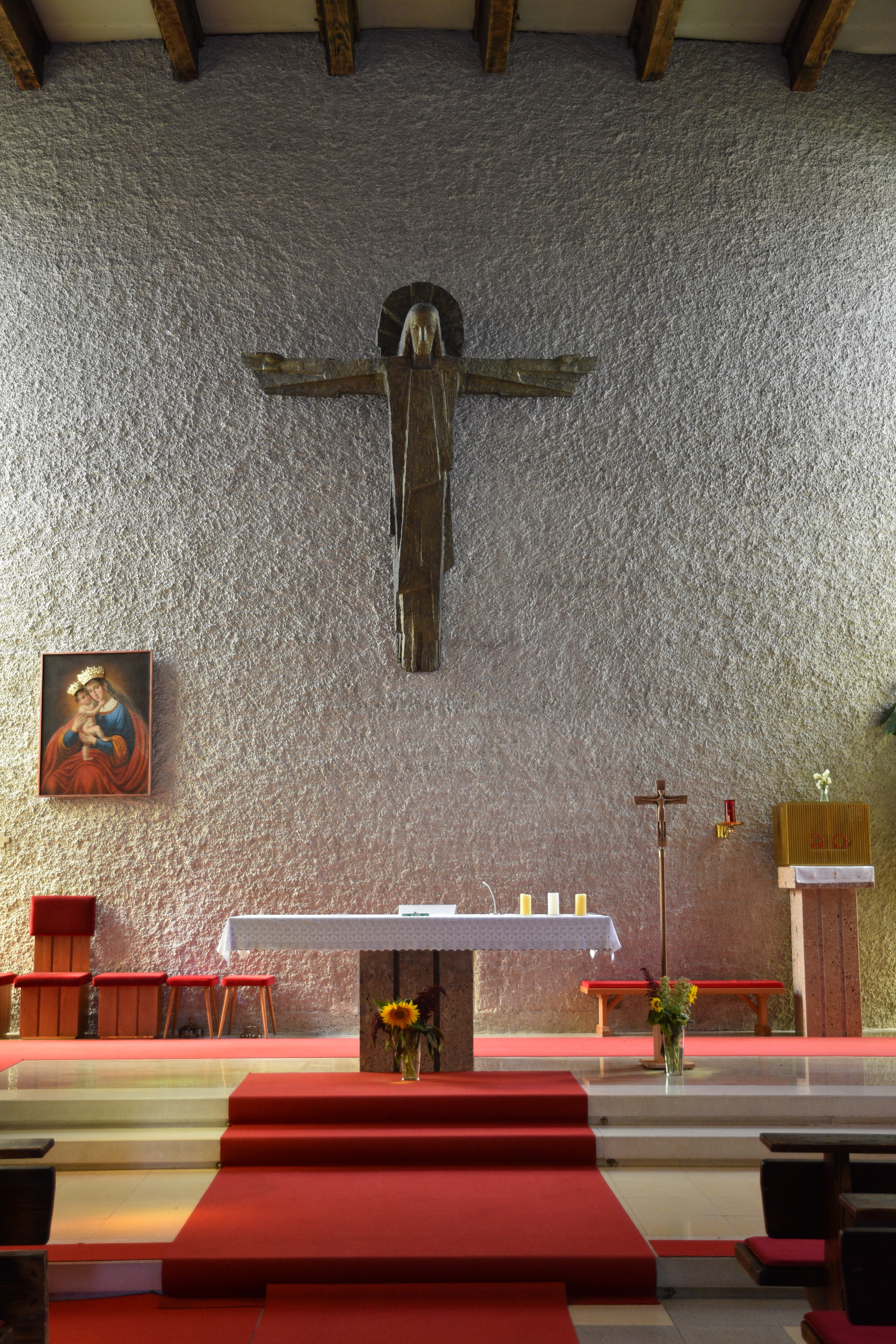
Der Altarraum der Pfarrkirche

Die Pfarrkirche Hochwolkersdorf steht erhöht am Nordostrand des Ortes in der Gemeinde Hochwolkersdorf im Bezirk Wiener Neustadt-Land in Niederösterreich. Die auf den Heiligen Laurentius von Rom geweihte römisch-katholische Pfarrkirche gehört zum Dekanat Kirchschlag im Vikariat Unter dem Wienerwald der Erzdiözese Wien. Die ehemalige Wehrkirche steht unter Denkmalschutz (Listeneintrag).

## Geschichte
Die von den Edelfreien in Lanzenkirchen erbaute Eigenkirche wurde am 21. Jänner 1203 eine Pfarrkirche.
Der anfängliche gut erhaltene romanische Kirchenbau mit Westturm, Langhaus und geostetem Chor wurde 1933 mit einem nördlichen und südlichen Anbau erweitert. Von 1961 bis 1963 wurden nach den Plänen des Architekten Otto Ernst Hofmann die beiden Langhausseitenwände komplett geöffnet und ein Nord-Süd-orientiertes kubisches Langhaus hineingestellt. Der Westturm blieb erhalten, der Chor blieb als Seitenkapelle und Werktagskapelle erhalten.
1991 war eine Restaurierung.

## Architektur
Der mit Nord-Süd gegenläufig stehende kastenförmige Erweiterungsbau ist kubisch wirksam und schließt im Norden mit der Altarwand wie im Süden mit der Eingangswand seicht konkav mit Betonwänden ab. Im Osten steht das ehemalige Chorjoch mit einer hohen Apsis aus dem 13. Jahrhundert. Südlich am Chor ist eine eingeschoßige Sakristeianbau aus 1933 mit einer niedrigeren Apis als ehemaliger Zugang von der Sakristei in den Chor. Der Westturm nennt die Jahresangabe 1755 und trägt ein Spitzdach aus 1862.
Der hohe flach gedeckte Saalraum hat eine durch seitliche Schlitze belichtete nördliche Altarwand, im Osten eine Beton-Glas-Wand, im Westen eine Wand mit einem hoch liegenden Fensterband, im Süden ist eine Orgelempore eingebaut, unter der Empore ist ein gläserner Windfang. Im Osten besteht eine Werktagskapelle als ehemaliges Chorjoch mit Apsis aus dem 13. Jahrhundert mit dem Triumphbogen und einer barocken Hängekuppel, ebendort ist ein Fragment einer romanischen Basis mit einer Eckknolle als Spolie aufgestellt.
Die Glasmalerei entstand 1961/1963, die Ostwand mit Szenen aus dem Leben des Laurentius schuf Ruth Mannhardt, die Westwand schuf Florian Jakowitsch.

## Ausstattung

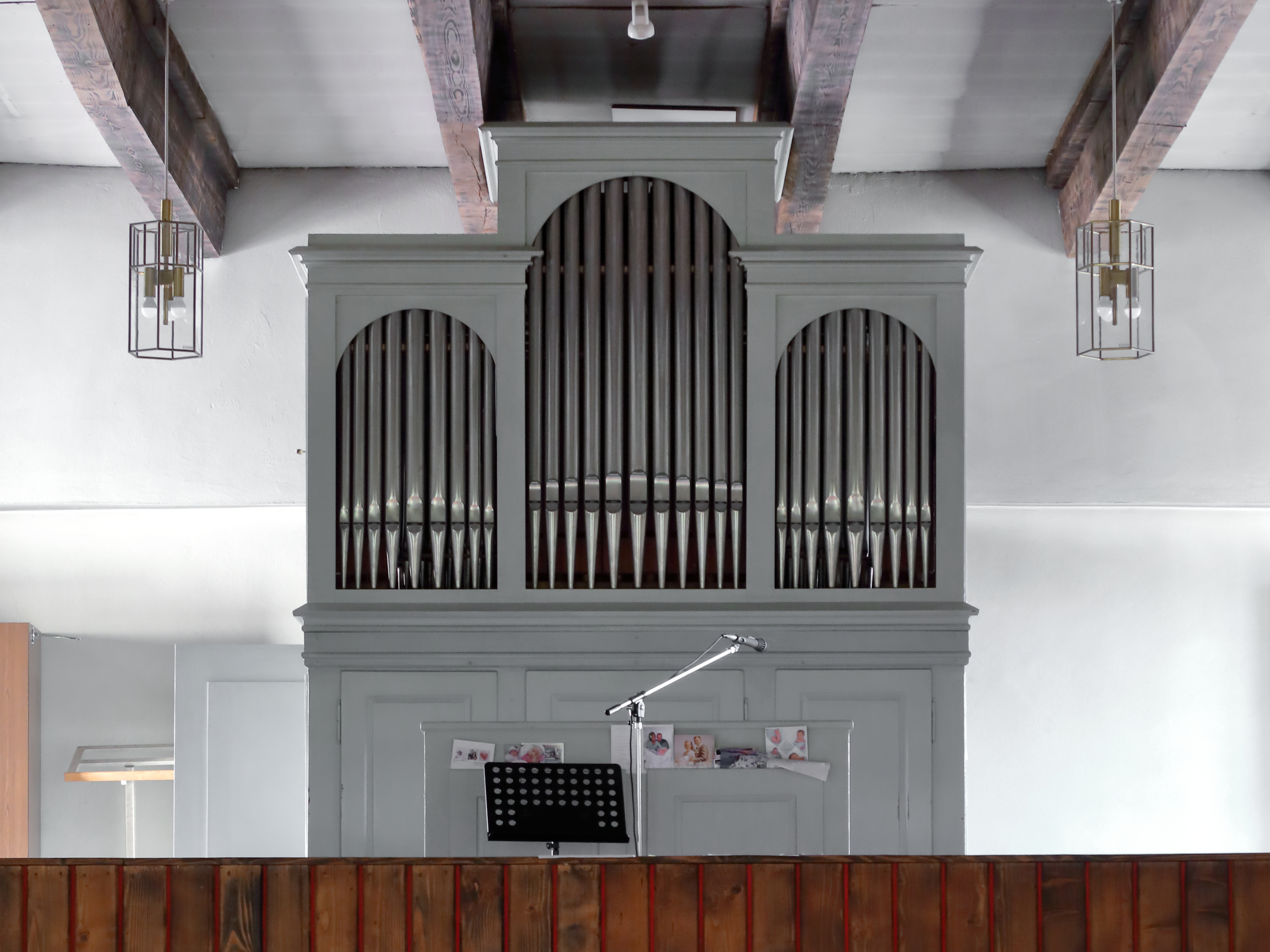
Orgel der Pfarrkirche

Den Hochaltar mit einem Bronzekruzifix schuf Josef Magnus. Der ehemalige Hochaltar ist aus der ersten Hälfte des 19. Jahrhunderts und trägt einen Tabernakel mit einer Christusfigur und zwei adorierende Engel.
Es gibt einen spätbarocken Kruzifix aus der Mitte des 18. Jahrhunderts. Die Kreuzwegstationen schuf Franz Barwig (1971).
Die Orgel mit 10 Register auf einem Manual und Pedal wurde von Josef Ullmann, wohl ein Sohn von Franz Ullmann, 1872 gefertigt.